# Naoko Takeuchi
Naoko Takeuchi (武内 直子, Takeuchi Naoko, Kofu, 15 maart 1967) is een Japans mangaka. Ze is vooral bekend door de reeks Sailor Moon, een van de meest populaire manga aller tijden.

## Jeugd en studies
Takeuchi werd geboren in Kofu te Yamanashi. Haar ouders zijn Kenji and Ikuko Takeuchi. Haar jongere broer heet Shingo. Takeuchi gebruikte deze namen voor personages in Sailor Moon.
Takeuchi studeerde aan de Kofu Ichi Middelbare School. Haar middelbareschoolervaringen vormden een grote inspiratiebron voor haar oeuvre. Later haalde ze een diploma in chemie aan de Kyoritsu Universiteit.

## Carrière

### 1986–1997: vroeg werk en success
Alvorens mangaka te worden, werkte Takeuchi als miko aan de Shiba Daijingu-tempel, welke dicht bij haar universiteit gelegen was. Deze ervaring vormde later de basis voor het Sailor Moon personage Rei Hino.
Op 19-jarige leeftijd studeerde Takeuchi af aan de Kyoritsu Universiteit. Ze debuteerde met de manga Love Call. Ze stuurde hem naar Kodansha en won er een prijs voor. Daarna tekende ze een aantal one-shots en werkte ze aan de reeks Maria, welke in 1990 werd uitgegeven in het magazine Nakayoshi. Ze schreef het werk samen met Marie Koizumi. Het is losjes gebaseerd op de roman Daddy-Long-Legs van Jean Webster.
Na Maria begon Takeuchi aan The Cherry Project, een reeks over kunstschaatsen. Deze titel liep van 1990 tot 1991 in Nakayoshi. Na deze reeks wilde Takeuchi een serie maken over vrouwelijke strijders in de ruimte. Haar redacteur Fumio Osano stelde voor om de personages seifuku (Japanse schooluniformen) te laten dragen. Dit resulteerde in de one-shot Codename: Sailor V, welke in het magazine RunRun werd uitgegeven. Toen Toei Animation voorstelde om de reeks te verwerken tot een anime, herwerkte Nakeuchi Sailor V en voegde ze er nog vier andere vrouwelijke superhelden aan toe.
In december 1991 begon de uitgave van Sailor Moon in Nakayoshi. De reeks werd meteen een groot succes. Deze populariteit inspireerde Takeuchi om van 1991 tot 1997 verder te werken aan zowel Sailor Moon als Sailor V. Het magazine RunRun ging echter failliet in 1997. Hierdoor kwam er nooit een animeversie van Sailor V. In deze zesjarige periode tekende Takeuchi 52 hoofdstukken, welke in achttien volumes werden uitgegeven. De manga kent twee anime reeksen, drie geanimeerde langspeelfilms, een live-action versie, verscheidene computerspellen en een grote variatie aan merchandise.
Na Sailor Moon tekende Takeuchi de titel PQ Angels voor Nakayoshi. De reeks was vrij populair, maar werd stopgezet nadat Kodansha zeven pagina's verloor van het oorspronkelijke manuscript. Na het verlies van deze pagina's verliet Fumio Osano Kodansha. Takeuchi ruilde Kodansha in voor Shueisha.
Op 13 augustus 1998 verscheen Takeuchi voor het eerst in de Verenigde Staten op de San Diego Comic-Con International beurs. In datzelfde jaar publiceerde ze haar eerste Sailor Moon art book voor Shueisha. Dit was Sailor Moon Infinity Collection Art Book.
Tijdens haar werk aan de korte manga Princess Naoko Takeuchi Back-to-Work Punch!! ontmoette Takeuchi Yoshihiro Togashi (de mangaka van Hunter × Hunter) op een Weekly Shōnen Jump meeting. Ze werkte samen met hem aan het eerste volume van Hunter × Hunter. De werkdruk lag echter hoger dan zij had verwacht, waardoor Takeuchi Shueisha verliet. Later werkten ze samen aan de manga Toki*Meca.
Togashi en Takeuchi huwden in 1999. Samen kregen ze twee kinderen in 2001 en 2009.
Nadat Kodansha's rechten op Sailor Moon in 1999 vervallen waren, keerde Takeuchi terug naar hen. Ze publiceerde er haar Materials Collection. Ook begon ze er aan de reeks Love Witch, maar werkte deze nooit af. Daarna gaf Takeuchi Sailor Moon en Sailor V opnieuw uit en publiceerde ze Toki*Meca in Nakayoshi.
In 2003 was Takeuchi druk bezig met de productie van de Tokusatsu televisiereeks van Sailor Moon. Takeuchi wilde de animeindustrie beter leren kennen. Dit culmineerde in de reeks Pretty Guardian Sailor Moon. Na het einde van Pretty Guardian Sailor Moon in 2004 werkte Takeuchi verder aan Toki*Meca. Osano werd datzelfde jaar opnieuw haar redacteur. Takeuchi begon ook nauwer samen te werken met PNP en gaf af en toe lezingen aan hogeschoolstudenten. Als verjaardagscadeau voor haar zoon schreef ze een kinderboek getiteld Oboo-nu- to Chiboo-nu-.
In 2012 werd een nieuwe Sailor Moon anime aangekondigd. Deze ging gepaard met een heruitgave van de manga. Deze editie kreeg nieuwe covers en gekleurde pagina's. Ook werden oude foutjes weggewerkt.
Takeuchi's studio heet "Princess Naoko Planning" (PNP). Ze stichtte de studio om haar eigendommen zoals Sailor Moon te beheren. Later beheerde de studio ook Yoshihiro Togashi's werk. De naam van de studio verschijnt in de aftiteling van anime als Level E en Hunter × Hunter en voor de musical Shin Kaguya Shima Densetsu.

## Oeuvre

### Manga
- Chocolate Christmas (チョコレート·クリスマス, Chokorēto Kurisumasu) (1987–1988)
- Maria (ま·り·あ, Ma-ri-a) (1989–1990)
- The Cherry Project ((Theチェリープロジェクト, The Cherī Purojekuto)) (1990–1991)
- Codename: Sailor V (コードネームはセーラーＶ Kōdonēmu wa Sērā Bui) (1991–1997)
- Pretty Soldier Sailor Moon (美少女戦士セーラームーン Bishōjo Senshi Sērā Mūn) (1992–1997)
- Miss Rain (ミス·レイン Misu Rein) (1993)
- Prism Time (プリズム·タイム Purizumu Taimu) (1996–1997)
- PQ Angels (PQエンジェルス PQ Enjerusu) (1997)
- Princess Naoko Takeuchi's Return-to-Society Punch!! (1998-2004)
- Toki☆Meka! (とき☆メカ! Toki☆Meka!) (2001)
- Love Witch (ラブ ウィッチ Rabu Witchi) (2002)
- Toki☆Meca! (とき☆めか! Toki☆Meca!) (2005–2006)

### Anime
- Sailor Moon (anime televisiereeks, 1992–1997)
- Sailor Moon Crystal (Web anime, 2014–heden)

### Illustraties
- Mermaid Panic Volumes 1–3 (geschreven door Marie Koizumi)
- Atashi no Wagamama (geschreven door Marie Koizumi)
- Zettai, Kore o Ubbatte Miseru (geschreven door Marie Koizumi)

### Boeken
- Oboo-nu- to Chiboo-nu- (geïllustreerd door Yoshihiro Togashi)
  - Een kinderboek geschreven voor de verjaardag van haar zoon

### Liedteksten
Takeuchi schreef liedteksten voor een aantal liedjes in Sailor Moon (zowel de anime als de live-action), waaronder:
- Maboroshi no Ginzuisho
- Ai wo Shinjiteru
- Chikara wo Awasete
- Ginga Ichi Mibun Chigai na Kataomoi
- Honoo no Sogekimono
- Initial U
- Katagoshi ni Kinsei
- Kirari*SailorDream!
- Luna!
- Mayonaka Hitori
- Over Rainbow Tour
- Princess Moon
- "Rashiku" Ikimasho
- Route Venus
- Sailor Star Song
- Sailor Team no Theme
- Senshi no Omoi
- We Believe You
- Todokanu Omoi

## Prijzen
Takeuchi won verscheidene prijzen, waaronder de Kodansha Manga Prijs voor Sailor Moon in 1993. In 1985 won ze de tweede Nakayoshi stripprijs voor Yume ja Nai no Ne in de nieuwkomers-categorie. In 1986 won ze de eerste prijs voor de manga Love Call.
- Bibliothèque nationale de France: cb125220246 (data)
- CiNii: DA11280463
- Gemeinsame Normdatei: 1027401058
- International Standard Name Identifier: 0000 0001 1757 5300
- Library of Congress Control Number: n88135196
- MusicBrainz: 06dc4825-a5a1-449f-9a2b-2440656847e3
- Bibliotheek van het Japanse parlement: 00222920
- Nationale Bibliotheek van Tsjechië: xx0315298
- Nationale bibliotheek van Australië: 53766281
- Nationale Bibliotheek van Israël: 987012501004305171
- Nationale Bibliotheek van Polen: a0000001221292
- Système universitaire de documentation: 034467076
- Trove: 1537830
- Virtual International Authority File: 34566631
- WorldCat: E39PBJrrxGRXWWrpYdM8X8pQMP